# 2525 O’Steen
A 2525 O'Steen (ideiglenes jelöléssel 1981 VG) a Naprendszer kisbolygóövében található aszteroida. Brian A. Skiff fedezte fel 1981. november 2-án.